# أحمد وصفي زكريا
أحمد وصفي زكريا كاتب وباحث ورحالة وخبير استشاري زراعي شركسي سوري، له مؤلفات عديدة في مجال الجغرافيا وعلم الإنسان والحيوان وأدب الرحلات.

## النشأة
ولد في دمشق عام 1889 لأب شركسي (زكريا وصفي شركس) وعاش حياته يتيماً وفقيراً بعد أن قتل أبوه في اليمن، أتم دراسته الابتدائية والثانوية في دمشق ليتوجه بعدها إلى إسطنبول ويدرس بالمدرسة الزراعية العليا في إسطنبول، تخرج مهندساً زراعياً عام 1912.

## حياته العملية
بعد التخرج عاد وصفي إلى سوريا وعمل في عهد العثمانيين بالتدريس في المدرسة الزراعية في السلمية التي كانت قد أنشئت حديثاً.
ونقل بعدها إلى مديرية «دار الحرير» في «بيروت» سنة 1914 م ثم إلى مديرية «دار المدرسة الزراعية» في «لطرون» بين «القدس» و«يافا» سنة 1916 م وفي السنة نفسها كلف بمهمة مكافحة الجراد في «دير الزور» وكان ضابط احتياط في الجيش العثماني برتبة ملازم.
وفي عام «1919» كلف بإدارة مدرسة «سلمية» الزراعية ثانيةً تولى إدارتها بعد أن تعرضت لحريق أتى عليها فعمل على إعادة فتحها واستمر فيها بعد ذلك مدة خمس سنوات.
في عام 1924 م عين مفتشاً لأملاك الدولة في سورية وبقي في هذه الوظيفة إلى أن ألغيت في سنة 1933 م فراح يعمل في ميادين الزراعة الحرة.
في سنة 1936 م استدعاه ملك اليمن «يحيى» ليكون مستشاراً فنياً للزراعة في المملكة اليمنية فذهب إليها وعمل لمدة سنتين، ونشر عدة مقالات عن اليمن في مجلة «المقتطف» المصرية.
وفي عام 1938 م استدعته حكومة العراق ليدرس الزراعة في مدرسة «دار المعلمين الريفية» في «بغداد» فلبى الدعوة وبقي في هذا العمل إلى سنة 1941 م وكان في أثناء وجوده في العراق يزور علماءه وينقب في مكتباته العامة، وترجم كتاباً في الريادة في البلاد العربية، وعاد من «بغداد» فاستدعته حكومة شرق الأردن ليكون مديراً عاماً لوزارة الزراعة في «عمان».
وفي عام 1943 م عينته الحكومة السورية مفتشاً عاماً لوزارة الزراعة بقي في هذه الوظيفة حتى إحالته على التقاعد بمناسبة بلوغه السن القانونية سنة 1950 م».
كان يتقن العربية والتركية ويلم بالفرنسية ويطالع المراجع فيها، وكان يتألم لكساد سوق الكتب العلمية في بلادنا ولقلة القراء للكتب المفيدة.

## مؤلفات الكاتب
- في المجال الزراعي:
  - الدروس الزراعية سنة 1924.
  - المفكرة الزراعية 1930.
  - زراعة المحاصيل الحقلية 1951.

- في أدب الرحلات:
  - جولة أثرية في البلاد الشامية.

- أما المخطوطات التي تركها فهي:
  - حيوانات بلاد الشام.
  - عشائر بلاد الشام: وهو على جزئين.
  - الريف السوري: وهو على جزئين.

- مقالات عن رحلته إلى اليمن وتاريخ اليمن وأحواله.

له عدة مقالات مختلفة زراعية وتاريخية وأثرية وجغرافية كانت قد نشرت في الصحف والمجلات السورية والعربية. المعرفة، الشرطة، مجلة غرفة زراعة حلب، وجريدتا القبس والنصر، ومجلة الحوليات الأثرية والمقتطف المصرية.

## حياته الشخصية
كان وصفي متزوج بغير ابنة خاله «صدودة». رزق منها 6 أبناء 2 ذكور و4 إناث.
كانت أمنيته تتلخص في بيتين يرددها:

### وفاته
توفي بسبب سكتة قلبية في بيته بدمشق في 21/4/1964. وقد قامت الدولة السورية بتكريمه بإطلاق اسم وصفي على أحد شوارع دمشق.

## وصلات خارجية
"الموسوعة العربية". مؤرشف من الأصل في 2020-05-23.
""أحمد وصفي زكريا" العالم الموسوعي والباحث المدقق_موقع esyria". مؤرشف من الأصل في 2019-12-16.
"كتب أحمد وصفي زكريا على موقع أبجد". مؤرشف من الأصل في 2017-03-23.